# Chimarrhis hookeri
Chimarrhis hookeri är en måreväxtart som beskrevs av Karl Moritz Schumann. Chimarrhis hookeri ingår i släktet Chimarrhis och familjen måreväxter. Inga underarter finns listade i Catalogue of Life.